# Semiothisa majestica
Semiothisa majestica là một loài bướm đêm trong họ Geometridae.